# Иванова, Людмила Ивановна
Людми́ла Ива́новна Ивано́ва (22 июня 1933, Москва — 7 октября 2016, Москва) — советская и российская актриса театра и кино; народная артистка РСФСР (1989). Основательница Московского детского музыкального театра «Экспромт» (ныне — Московский музыкальный театр для детей и молодежи «Экспромт»).

## Биография
Людмила Ивановна Иванова родилась 22 июня 1933 года в Москве в семье известного полярника Ивана Маркеловича Иванова и экономиста Фаины Митрофановны Ивановой.
В 1955 году окончила школу-студию МХАТ (курс Александра Карева) и была принята в труппу Московского передвижного драматического театра.
В 1957 году актриса перешла в созданный годом раньше «Современник», сыграла на сцене театра более 40 разноплановых ролей, в том числе в таких легендарных спектаклях, как «Вечно живые», «Голый король», «Обыкновенная история».
С середины 1960-х годов много снималась в кино, где дебютировала в 1958 году, сыграв небольшую роль в фильме Юрия Егорова «Добровольцы». Одной из наиболее запомнившихся зрителям ролей стала общественница Шура в «Служебном романе» Эльдара Рязанова.
Значительное место в жизни актрисы занимала педагогическая деятельность: в 1990 году она основала детский музыкальный театр «Экспромт», руководила детской студией актёрского мастерства при «Экспромте» и Детской студией эстетического воспитания; была профессором Славянской академии гуманитарных наук, вела курс на актёрском факультете Международного славянского института имени Гавриила Державина.
Людмила Иванова — автор многих бардовских песен, в том числе известной песни «Только мне всё кажется, почему-то кажется…» (а вот автором часто приписываемой Л. Ивановой песни «Весеннее танго» («Приходит время») был её муж, известный бард Валерий Миляев). Выступала с концертами, дружила с Анной Герман, Сергеем и Татьяной Никитиными. Вместе с мужем она сочинила либретто по «Доходному месту» А. Н. Островского, детскую сказку «Крошечка-Хаврошечка».
18 марта 2014 года была принята в члены Союза писателей Российской Федерации. Автор книг-воспоминаний «Я люблю вас», «Я помню», «Мой „Современник“», «И грустно, и смешно», «Когда я буду снова молодым», а также нескольких сборников детских стихов и песен.

### Смерть

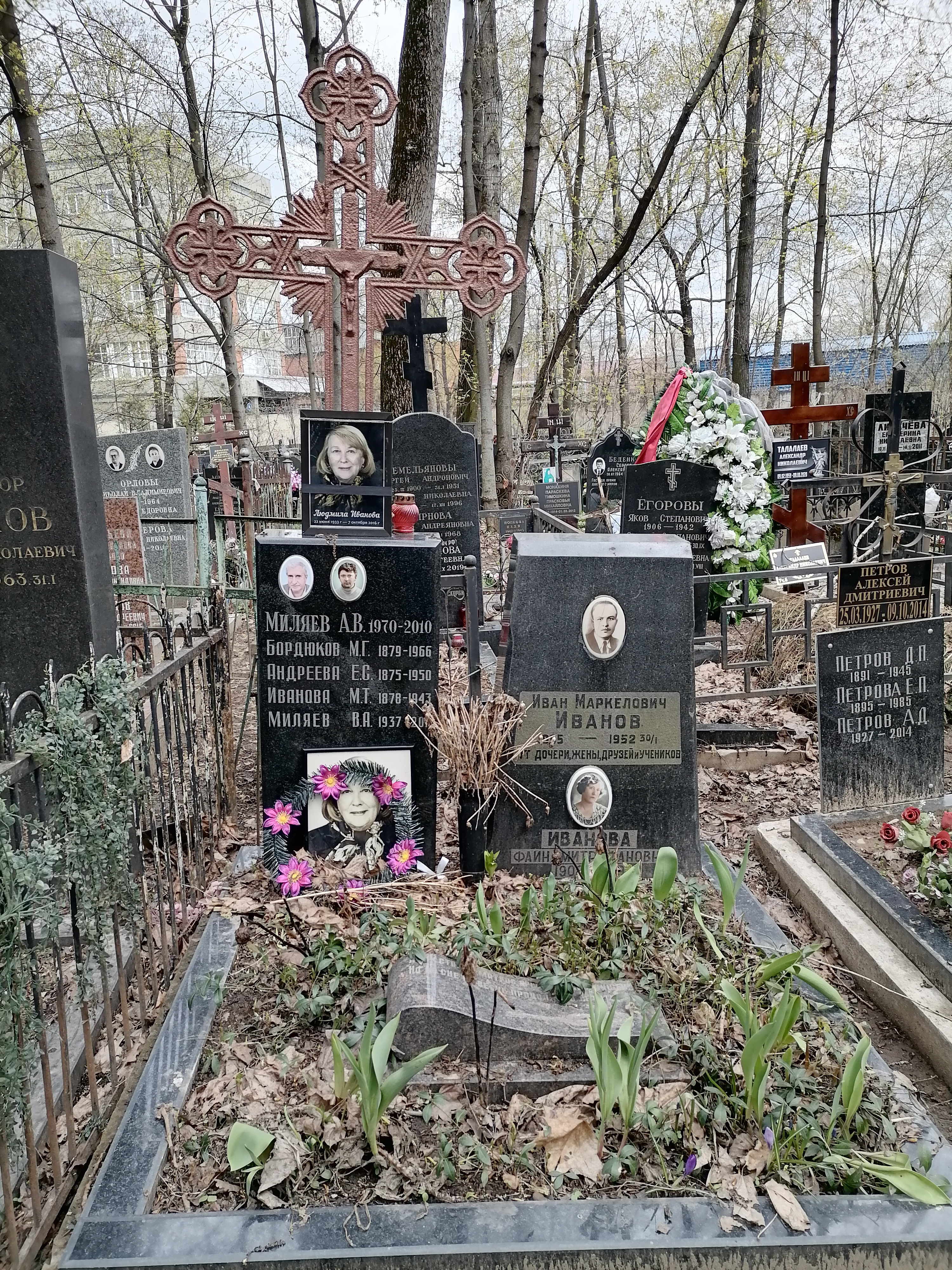
Могила на Пятницком кладбище

Людмила Ивановна Иванова скончалась в 14:00 7 октября 2016 года в возрасте 83 лет в реанимации одной из московских больниц после тяжёлой продолжительной болезни. 11 октября, после прощания в театре «Современник», похоронена в семейной могиле на Пятницком кладбище Москвы (6 уч.).

## Семья
- Первый муж — Леонид Эрман, более 40 лет занимавший пост директора театра «Современник»[8].
- Второй муж — Валерий Александрович Миляев (5 апреля 1937 — 16 декабря 2011), бард, писатель, доктор физико-математических наук.
  - Старший сын — Иван Валерьевич Миляев (род. 16 июня 1963), заслуженный художник Российской Федерации, художник-постановщик театра «Экспромт», директор московской художественной школы № 3 имени В. А. Ватагина и декан художественно-постановочного факультета в Гуманитарном институте телевидения и радиовещания имени М. А. Литовчина.
    - Внуки — Елизавета и Трифон (архитектор, дизайнер).

  - Младший сын — Александр Валерьевич Миляев (1970—2010)[9].

## Творчество

### Роли в театре

#### Московский театр «Современник»
- «Вечно живые» В. Розова; постановка О. Ефремова — Анна Михайловна (ввод)
- 1957 — «В поисках радости» В. Розова — Таисия Николаевна
- 1958 — «Матросская тишина» А. Галича — Людмила
- 1958 — «Никто» Э. де Филиппо — торговка Мария
- 1958 — «Продолжение легенды» А. Кузнецова — Ганна
- 1959 — «Два цвета» А. Зака и И. Кузнецова — Дуся
- 1959 — «Пять вечеров» А. Володина; постановка О. Ефремова — Зоя
- 1960 — «Взломщики тишины» В. Скачкова — Изабелла
- 1960 — «Голый король» Е. Л. Шварца; постановка О. Ефремова и М. Микаэлян — первая фрейлина
- 1962 — «Время — московское» Л. Зорина; постановка О. Ефремова — Елизавета
- 1962 — «Старшая сестра» А. Володина; постановка Б. Львова-Анохина — Нелли
- 1962 — «Пятая колонна» Э. Хемингуэя — Петра
- 1962 — «Без креста», по повести В. Тендрякова «Чудотворная»; постановка О. Ефремова — Клавдия
- 1963 — «Назначение» А. Володина; постановка О. Ефремова — мать
- 1964 — «Сирано де Бержерак» Э. Ростана; постановка И. Кваши — аббатиса
- 1964 — «В день свадьбы» В. Розова; постановка О. Ефремова — Матвеевна
- 1964 — «Всегда в продаже» В. Аксёнова; постановка О. Ефремова — мама
- 1966 — «Обыкновенная история» В. Розова по роману И. Гончарова; постановка Г. Волчек — Любецкая
- 1966 — «Ночная повесть» К. Хоиньски — Лида
- 1967 — «Декабристы» Л. Зорина — фрейлина
- 1967 — «Народовольцы» А. Свободина; постановка О. Ефремова — барыня
- 1967 — «Большевики» М. Шатрова; постановка О. Ефремова — Кизас
- 1967 — «Традиционный сбор» В. Розова; постановка О. Ефремова — Лида Белова
- 1968 — «Баллада о невесёлом кабачке» Э. Олби; постановка Эйви Эрлендссона — миссис Петерсон
- 1968 — «На дне» М. Горького; постановка Г. Волчек — Квашня
- 1970 — «Вечно живые» В. Розова — Анна Михайловна
- 1971 — «Корни» А. Уэскера; постановка В. Сергачёва — мать
- 1972 — «Тоот, другие и майор» И. Эркеня; постановка А. Алова и В. Наумова — Маришка
- 1972 — «Валентин и Валентина» М. Рощина; постановка В. Фокина — бабушка
- 1972 — «С любимыми не расставайтесь» А. Володина — свекровь
- 1973 — «Погода на завтра» М. Шатрова; постановка Г. Волчек, И. Райхельгауза и В. Фокина — Римма Соболева
- 1974 — «Провинциальные анекдоты» А. Вампилова; постановка В. Фокина — уборщица Васюта
- 1974 — «Четыре капли» В. Розова; постановка В. Фокина — Нина Сергеевна
- 1974 — «Из записок Лопатина» К. Симонова; постановка И. Райхельгауза — машинистка
- 1975 — «Эшелон» М. Рощина; постановка Г. Волчек — Саввишна
- 1977 — «Фантазии Фарятьева» А. Соколовой; постановка Л. Толмачёвой — тётя Фарятьева
- 1977 — «Обратная связь» А. Гельмана; постановка Г. Волчек — Алла Алексеевна Медведева
- 1980 — «Спешите делать добро» М. Рощина; постановка Г. Волчек — Филаретова
- 1980 — «Три сестры» А. П. Чехова; постановка Г. Волчек — няня Анфиса
- 1982 — «Любовь и голуби» В. Гуркина; руководитель постановки В. Фокина — баба Шура
- 1983 — «Современник рассказывает о себе» Л. Ивановой — автор
- 1985 — «Квартира Коломбины» Л. Петрушевской; постановка Р. Виктюка — соседка
- 1986 — «Дилентанты» (авторский вечер артистов театра)
- 1986 — «Вдова Капет» Л. Фейхтвангера — камеристка
- 1988 — «Смиренное кладбище» С. Каледина — вдова
- 1989 — «Крутой маршрут» А. Гетмана по книге Е. Гинзбург; постановка Г. Волчек — баба Настя
- 1990 — «Кот домашний средней пушистости» В. Войновича и Г. Горина; постановка И. Кваши — Виолетта
- 1998 — «Аккомпаниатор» А. Галина; постановка А. Галина — Сверчкова
- 2000 — «Уйди-уйди» Н. Коляды; постановка Н. Коляды — Марксина

#### Московский детский музыкальный театр «Экспромт»
- 2001 — «Дачные амуры» по ранним рассказам А. Чехова; постановка Л. Ивановой и В. Велева — сваха
- 2001 — «Страницы жизни» (авторский вечер); постановка Н. Тимофеевой — ведущая
- 2003 — «Маменька» по воспоминаниям М. Гоголь-Яновской и письмам Н. Гоголя; постановка В. Байчера — Мария Ивановна Гоголь-Яновская
- 2005 — «Когда мы вернёмся домой» по песням военных лет; постановка В. Байчера — ведущая
- 2006 — «Медной горы Хозяйка» по сказам П. Бажова; постановка Л. Ивановой — Вихориха
- 2008 — «Любовь, любовь…» (вечер памяти Тихона Хренникова); постановка Л. Ивановой — ведущая
- 2009 — «Пиковая дама» А. Пушкина; постановка В. Байчера — старая графиня

### Режиссёрские работы в театре

#### Московский детский музыкальный театр «Экспромт»
- 2001 — «Дачные амуры» (совместно с В. Белевым) по ранним рассказам А. Чехова
- 2005 — «Дама-невидимка» П. Кальдерона
- 2006 — «Медной горы Хозяйка» по сказам П. Бажова
- 2008 — «Муха-Цокотуха» по сказкам и стихам К. Чуковского
- 2008 — «Любовь, любовь…» (вечер памяти Тихона Хренникова)
- 2009 — «Зимний вечер с Пушкиным» (музыкально-поэтический вечер)
- 2010 — «Попутчики» (музыкальный спектакль)
- 2011 — «Волшебный чай» по мотивам китайских народных сказок
- 2013 — «Красная Шапочка» по мотивам сказки Ш. Перро
- 2014 — «Вифлеемская звезда» (рождественский музыкальный спектакль)

### Фильмография
1. 1965 — Дорога к морю — работница зверосовхоза (в титрах не указана)
2. 1965 — Месяц май — мать Сергея
3. 1965 — Строится мост — Силантьева
4. 1965 — Спящий лев — Лёля Морозова
5. 1968 — Новенькая — мама Вали
6. 1970 — Денискины рассказы — Ефросинья Петровна
7. 1972 — Стоянка поезда — две минуты — медсестра
8. 1972 — Учитель пения — Клавдия Петровна Соломатина
9. 1973 — Ищу человека — стрелочница на переезде
10. 1974 — Помни имя своё — Надежда
11. 1974 — Ваши права? — жительница села, хозяйка козы
12. 1975 — Вариант «Омега» — Вера Ивановна, секретарша Симакова
13. 1975 — Шаг навстречу — таксистка
14. 1975 — Между небом и землёй
15. 1976 — Два капитана — жилица квартиры (в титрах не указана)
16. 1976 — Дни хирурга Мишкина — Людмила Дубова
17. 1976 — Легенда о Тиле — старая дева
18. 1976 — Вы мне писали… — администратор гостиницы
19. 1977 — Последняя двойка — Валентина Михайловна
20. 1977 — Служебный роман — Шура, профсоюзная активистка
21. 1977 — Фантазии Веснухина — бабушка Кирилла
22. 1978 — Кот в мешке — Курпина
23. 1979 — Поговори на моём языке (короткометражка)
24. 1979 — Суета сует — Серафима Ильинична, мать Василия
25. 1979 — Осенняя история — Нина
26. 1980 — Дамы приглашают кавалеров — буфетчица
27. 1980 — Дом у кольцевой дороги — Мария Валентиновна
28. 1980 — Если бы я был начальником — Мишарина
29. 1980 — Свет в окне — Евдокия Осиповна
30. 1981 — В начале игры — Клавдия Ивановна Круглова
31. 1981 — Последний гейм — Нина Петровна
32. 1982 — Солнечный ветер — Татьяна Васильевна, мать Нади
33. 1982 — Полёты во сне и наяву — Нина Сергеевна, сослуживица Макарова
34. 1982 — Кафедра — Анна Павловна Евграфова
35. 1983 — Приключения Петрова и Васечкина, обыкновенные и невероятные — Алла Ивановна, учительница русского языка
36. 1984 — Маленькое одолжение — Галина Митрофанова
37. 1984 — Шанс — Ксения Удалова
38. 1985 — Город над головой — буфетчица в сочинской гостинице
39. 1985 — Самая обаятельная и привлекательная — Клавдия Матвеевна Степанкова, сотрудница конструкторского бюро
40. 1985 — Человек с аккордеоном — мать Коли Приходько
41. 1987 — Вот такая история — бабушка Володи
42. 1987 — Иван Великий — жена Семёна Иринарховича
43. 1987 — Приход Луны — Ираида Сергеевна
44. 1987 — Хотите — любите, хотите — нет… — квартирная хозяйка
45. 1987 — Спасите наши души
46. 1988 — Вам что, наша власть не нравится?! — Фунтикова
47. 1990 — Бабник — Клавдия Матвеевна
48. 1990 — Провинциальный анекдот (короткометражка) — Анна
49. 1991 — Любовники декабря / Lyubovniki dekabria
50. 1991 — Небеса обетованные — Клава, кошатница
51. 1991 — Хищники — врач-психиатр
52. 1992 — Новый Одеон — Марья Васильевна
53. 1992 — Отшельник — Паня
54. 1992 — Давайте без фокусов! — тёща
55. 1992 — Воспитание жестокости у женщин и собак
56. 1993 — Американский дедушка — соседка
57. 1993 — Про бизнесмена Фому — Матрёна Совкова
58. 1993 — У попа была собака… — тётя Вера, соседка
59. 1994 — Жених из Майами — тётя Клава
60. 1994 — Третий не лишний — тётя Клава
61. 1994 — Мастер и Маргарита — Пелагея Антоновна, жена Босого
62. 1995 — Московские каникулы — пассажирка в самолёте
63. 1998 — Дар Божий (короткометражка)
64. 1999 — Д. Д. Д. Досье детектива Дубровского — Людмила, женщина на приёме в честь Копчика
65. 1999 — Максимилиан — бабка
66. 1999 — Поворот ключа
67. 2000 — Зависть богов — Нина Ивановна Аниканова, свекровь Сони
68. 2002 — Смотрящий вниз (ТВ) — вахтёрша в театре
69. 2005 — Бриллианты для Джульетты — Вера Матвеевна
70. 2007 — Первый дома — Шура, общественница
71. 2010 — Москва, я люблю тебя! — женщина в автобусе
72. 2010 — Солнечное затмение — ясновидящая
73. 2011 — Хранимые судьбой — Тася

#### Роли в киножурнале «Ералаш»
1. 1979 — Выпуск № 19 (сюжет «Подхалим»)[10] — Людмила, мать мальчика
2. 1989 — Выпуск № 72 (сюжет «Поцелуй»)[11] — Мария Семёновна, учительница математики

#### Озвучивание мультфильмов
1. 1976 — Незнайка в Солнечном городе — доктор (седьмая-восьмая серии)
2. 1984 — Сказка о царе Салтане — царевна Лебедь
3. 1984 — Крем-брюле — Черепаха
4. 1984 — 1985 — Доктор Айболит — Лиса
5. 1988 — Доверчивый дракон — соседка
6. 1990 — Невиданная, неслыханная — матушка

### Телевидение

#### Роли в телеспектаклях
1. 1974 — «Невольницы» по пьесе А. Н. Островского в постановке Московского драматического театра имени А. С. Пушкина (телеспектакль) — Софья Сергеевна
2. 1979 — «Месяц длинных дней» (телеспектакль) — Полина
3. 1981 — «Дядюшкин сон» по роману Ф. М. Достоевского (телеспектакль) — Наталья Дмитриевна

#### Участие в телепрограммах
- 2008 — «Линия жизни. Людмила Иванова» («Культура»)[12]
- 2008 — «Музыкальные встречи» (СГУ ТВ)[13][14]
- 2008 — «Неизвестная версия. Служебный роман» (укр. «Невідома версія. Службовий роман», СТБ)
- 2013 — «В гостях у Дмитрия Гордона — Людмила Иванова» (Gordonua.com)[15]
- 2013 — «Доброго здоровьица! Людмила Иванова. Просто женщина, просто люблю» (Первый канал)[16]
- 2014 — «Частная история. Актриса Людмила Иванова» (Москва Доверие)[17]
- 2015 — «Рождённые в СССР. Людмила Иванова» (Ностальгия)[18]
- 2015 — «Как на духу. Людмила Иванова и Шура» (НТВ)[19]
- 2015 — «Мой герой. Людмила Иванова» («ТВ Центр»)[20]

## Награды
- Заслуженная артистка РСФСР (30 апреля 1976 года)[источник?]
- Народная артистка РСФСР (31 июля 1989 года)[источник?]
- Орден Почёта (6 июня 2001 года) — за многолетнюю плодотворную деятельность в области культуры и искусства, большой вклад в укрепление дружбы и сотрудничества между народами[21]
- Почётная грамота Правительства Москвы (18 июня 2003 года) — за большие творческие достижения в развитии театрального искусства и в связи с юбилеем[22]
- Благодарность Мэра Москвы (20 июня 2008 года) — за большие творческие достижения в развитии театрального искусства, активную общественную деятельность и в связи с юбилеем[23]
- Орден Дружбы (21 апреля 2009 года) — за заслуги в развитии отечественной культуры и искусства, многолетнюю плодотворную деятельность[24]
- Премия Правительства Российской Федерации 2014 года в области культуры (17 декабря 2014 года) — за создание альбома «Пьесы для детей» Московского детского музыкального театра «Экспромт»[25].